# لوثرفيل
لوثرفيل (بالإنجليزية: Luthersville, Georgia)‏ هي مدينة تقع في مقاطعة ميريويذر، جورجيا بولاية جورجيا في الولايات المتحدة. تبلغ مساحة هذه المدينة 8 (كم²)، وترتفع عن سطح البحر 287 م، بلغ عدد سكانها 783 نسمة في عام 2010 حسب إحصاء مكتب تعداد الولايات المتحدة.

## وصلات خارجية
- Cities & Counties - Georgia.gov